# Sydney Jessen
Friedrich Wilhelm Sydney Jessen, auch Sidney Jessen (* 24. April 1892 in Hamburg; † 30. Juni 1965 in Waldshut/Hochrhein) war ein deutscher Marineoffizier, zuletzt Korvettenkapitän der Kriegsmarine, und eingebunden in das Unternehmen Walküre.

## Leben

### Herkunft
Sydney Jessen war ein Sohn des Mediziners Friedrich Jessen und der Australierin Gussie Shadler († 1907). Als Erinnerung an die Heimat der Mutter erhielt er den Vornamen Sydney.

### Dienst in der Kaiserlichen Marine
Er trat nach seinem Abitur am Wilhelm-Gymnasium in Hamburg im April 1911 als Seekadett in die Kaiserliche Marine ein. Bis Dezember 1914 diente er ab 3. August 1914 als Leutnant zur See auf der Gneisenau. Er überlebte den Untergang des Großen Kreuzers, wurde am 26. April 1917 zum Oberleutnant zur See befördert und kam bis November 1917 in britische Kriegsgefangenschaft. Anschließend war er bis April 1918 in der Schweiz interniert. Bis August 1918 war er in der Marine-Funkentelegraphie-Station Neumünster und war bis Kriegsende Leiter der Marine-Funkentelegraphie-Station in Apenrade.
Nach dem Krieg wurde er am 24. November 1919 aus der Marine entlassen.

### Studium, Promotion und Sekretär von Otto von Bismarck
Er begann ein Studium und promovierte 1923 mit dem Thema Die englische Petroleumindustrie in Berlin. Anschließend war er bis 1926 Privatsekretär des Reichstagsabgeordneten Otto Fürst von Bismarck und lernte in dieser Zeit die Schwester von Otto von Bismarcks und spätere Gegnerin des Nationalsozialismus, Hannah von Bredow, kennen. Von da an gehörte er zum Freundeskreis von Hannah von Bredow. Von Bredow schrieb zahlreiche Briefe an Jessen, welche durch Reiner Möckelmann für die Biographie von Hannah von Bredow „Bismarcks furchtlose Enkelin gegen Hitler“ verwendet wurden. Ab 1927 war er für drei Jahre Geschäftsführer des Deutsch-französischen Studienkomitees in Berlin und übernahm das Weingut der Familie in Laufen. Er war Gründer und Leiter von unterschiedlichen Genossenschaften und musste mit der Übernahme der Nationalsozialisten diese Positionen räumen.

### Dienst in der Kriegsmarine und Teilnahme am Widerstand
Ab Anfang 1939 diente Jessen als Kapitänleutnant (E) in der Nachrichtenabteilung der Seekriegsleitung (3/Skl). anfangs als Leiter des Wirtschaftsreferats, dann des Referats für die USA und anschließend der Feindlage. 1943 wurde er z. b. V. gestellt.
Jessen schickte 1943 Berthold von Stauffenberg und Alfred Kranzfelder, welcher ebenfalls in der Seekriegsleitung arbeitete, zum Chef der Abteilung Nachrichtenübermittlungsdienst, Max Kupfer, der 1933 gemeinsam mit Jessen gedient hatte. Die drei führten eine politische Diskussion, die aber ohne Ergebnis blieb. Jessens politische Einstellung war bekannt; er hatte bereits zweimal ein internes Verfahren wegen vermeintlicher politischer Unzuverlässigkeit durchlaufen.
Berthold von Stauffenberg hatte über Kranzfelder Kontakt zu Jessen aufgebaut, mit welchem er politische Einschätzungen austauschte und persönliche Verbindungen pflegte. Bei einer zweiten Zusammenkunft wurde Kupfer in die Umsturzpläne eingeweiht und um Unterstützung gebeten. Es sollte erreicht werden, dass wichtige Nachrichten weitergeleitet, aber Nachrichten der nationalsozialistischen Machthaber blockiert werden würden. Nachdem er sich mit Jessen besprochen hatte und auch die technischen Gegebenheiten durchdacht hatte, willigte Kupfer in die Unterstützung ein. In der Folge wurde gemeinsam von Kupfer, Jessen und Kranzfelder abgestimmt, dass die Marine nicht in der Vorbereitung des Widerstands aktiv einzubinden sein, da der Nutzen der Marineverbände als zu gering angesehen wurde. Jessen war wie Berthold von Stauffenberg und Kranzfelder zwar an den Plänen zum Umsturz beteiligt, hatte aber keine weitere Aktivität zugedacht bekommen.
Jessen gab in einer Stellungnahme gegenüber dem Institut für Zeitgeschichte 1946 an, dass er nach dem Anschlag auf Hitler am 26. Juli durch den Geschwaderrichter Kay Nischling in der Koralle erstmalig zu den Vorgängen vernommen worden sei. Berthold von Stauffenberg und Kranzfelder waren zu diesem Zeitpunkt bereits in Haft. Er wurde damit konfrontiert, dass er zu Kranzfelder gesagt habe, er würde das Führerhauptquartier in die Luft sprengen. Nachdem er von seinem Vorgesetzten, Konteradmiral Otto Schulz, die Aussagegenehmigung erhalten hatte, gab er an, dass sich der Ausspruch auf einen Beitrag in einem Feindsender bezog und er Kranzfelder nur pflichtbewusst Meldung über den Inhalt gemacht hätte. Dieser Aussage wurde Glauben geschenkt, jedoch forderte die Gestapo Jessen zu einer Vernehmung an.
Am Abend des 28. Juli 1944 – er hatte vorher noch Hannah von Bredow aufgesucht – wurde er durch SS-Sturmbannführer Paul Opitz, Mitglied der für die Aufklärung des Attentats eingesetzten Sonderkommission der Gestapo, verhört. Jessen wurde eröffnet, dass er zur Vermeidung seiner Verhaftung beteiligte Personen nennen sollte, was er letztendlich ablehnte. Er wurde verhaftet und am 31. Juli 1944 erneut vernommen. Am 10. August 1944 kam er gemeinsam mit Anton von Welsburg in das Zellengefängnis Lehrter Straße. An diesem Tag waren Berthold von Stauffenberg und Kranzfelder hingerichtet worden. Ende August 1944 wurde Jessen aus der Kriegsmarine ausgestoßen. Bis Kriegsende war er im Gefängnis und wurde am 25. April 1945 befreit. Während der Haftzeit war er Misshandlungen ausgesetzt.

### Familie
Sydney Jessen heiratete am 28. April 1927 in Laufen Helene von Zeppelin (* 1905). Im Dezember 1938 wurde die Ehe geschieden. Davor war er mit Lilli Hedwig, geb. Schuster, verheiratet (* 1894).